# Јожеф Бенчич
Јожеф Бенчич (мађ. Bencsics József; Сомбатхељ, 6. август 1933 — Будимпешта 13. јул 1995) је био мађарски фудбалер који је играо за Халадаш, Ујпешт и Печујску Дожу, као и за фудбалску репрезентацију Мађарске на Светском првенству 1958. За репрезентацију Мађарске је одиграо 8 утакмица и постигао 1 гол. Бенчич је умро у Будимпешти 13. јула 1995. године у 61. години.

## Клуб
Почетком 1954. године прелази из Хонведа из Сомбатхеља у Сомбатхељски Локомотив. Од 1956. је био играч Бп. Дожа. У лето 1961. потписао је уговор са Печујском Дожом. Отишао је одатле исте године. У јулу 1963, после шестомесечног одсуства, прелази из Сомбатхељске Доже у Печујски Бањаш. Овде је играо до октобра 1964. године, да би после годину дана одсуства постао играч ПВСК. Од 1968. играо је за Домбовар Вашуташ. Отишао је одатле крајем године.
Био је тренер Керменд МТЕа од 1973. године.

## Репрезентација
Између 1957. и 1958. године наступио је у репрезентацији 8 пута и постигао је 1 гол. Био је члан тима који је учествовао на Светском првенству 1958. у Шведској.

## Остварења

### Клуб
- НБ I:
  - шампион: 1959/60.